# Draken- en leeuwendans op de Aziatische Indoorspelen 2007
De draken- en leeuwendansen waren onderdelen tijdens de Aziatische Indoorspelen 2007 in Macau. De dansen stonden voor het eerst op het programma.

## Drakendans
| rang   | land           | score |
| ------ | -------------- | ----- |
| Goud   | China          | 9,26  |
| Zilver | Chinees Taipei | 9,15  |
| Brons  | Macau          | 9,12  |
| 4      | Singapore      | 9,04  |
| 5      | Maleisië       | 8,75  |
| 6      | Indonesië      | 8,47  |
| 7      | Hongkong       | 8,36  |

| rang   | land           | score |
| ------ | -------------- | ----- |
| Goud   | Singapore      | 9,25  |
| Zilver | China          | 9,21  |
| Brons  | Maleisië       | 9,15  |
| 4      | Chinees Taipei | 9,11  |
| 5      | Hongkong       | 9,07  |
| 6      | Macau          | 9,04  |
| 7      | Indonesië      | 8,70  |

### Noordelijke leeuw
| rang   | land           | score |
| ------ | -------------- | ----- |
| Goud   | China          | 9,26  |
| Zilver | Hongkong       | 9,04  |
| Brons  | Vietnam        | 8,98  |
| 4      | Chinees Taipei | 8,69  |
| 5      | Maleisië       | 8,57  |
| 6      | Macau          | DNS   |

| rang   | land           | score |
| ------ | -------------- | ----- |
| Goud   | China          | 9,24  |
| Zilver | Macau          | 8,79  |
| Brons  | Chinees Taipei | 8,74  |
| 4      | Hongkong       | 8,72  |
| 5      | Maleisië       | 8,23  |

## Zuidelijke leeuw
| rang   | land      | score |
| ------ | --------- | ----- |
| Goud   | China     | 9,27  |
| Zilver | Macau     | 9,18  |
| Brons  | Singapore | 9,07  |
| 4      | Maleisië  | 9,06  |
| 5      | Vietnam   | 7,64  |
| 6      | Hongkong  | 7,31  |

| rang   | land      | score |
| ------ | --------- | ----- |
| Goud   | Macau     | 9,25  |
| Zilver | Maleisië  | 9,18  |
| Brons  | China     | 9,17  |
| 4      | Vietnam   | 9,02  |
| 5      | Hongkong  | 8,97  |
| 6      | Indonesië | 8,91  |
| 7      | Singapore | 8,66  |